# フズリナ
フズリナは、有孔虫のうちフズリナ目 (Fusulinida) に分類される絶滅した原生動物の一群。紡錘虫（）とも呼ばれる。より狭義には、そのうちのフズリナ属 (Fusulina) に分類されるものを言う。
フズリナ目は、古生代（石炭紀 - ペルム紀）に全盛期を迎えた有孔虫で、存続した期間は約1億年。石灰質の殻を持っていたことから、石灰岩中に現れる化石として知られる。
日本では、秋吉台や、金生山などの石灰岩中に多量に存在することで知られ、進化の系統がよく研究されており、示準化石としても用いられる。古生代末に突然絶滅することから、中生代への転換期に起きた大量絶滅（P-T境界事変）を証明する化石としても注目される。
Fusulina という学名は、ラテン語の fusus（紡錘）に小ささを示す -ulus（指小辞）と生物名を示す -ina（接尾辞）を付けたもので、小さい紡錘形の生物の意。別名の紡錘虫はこれを和訳したもの。

## 形態
単細胞の原生動物であるが、最終的には複雑な殻の形態、1cmにも及ぶ大きな体を獲得する種も現れた。初期は円盤形で、球形、紡錘形と進化している。紡錘形の種では、長断面と短断面では見た目の形状が異なるので、注意が必要である。

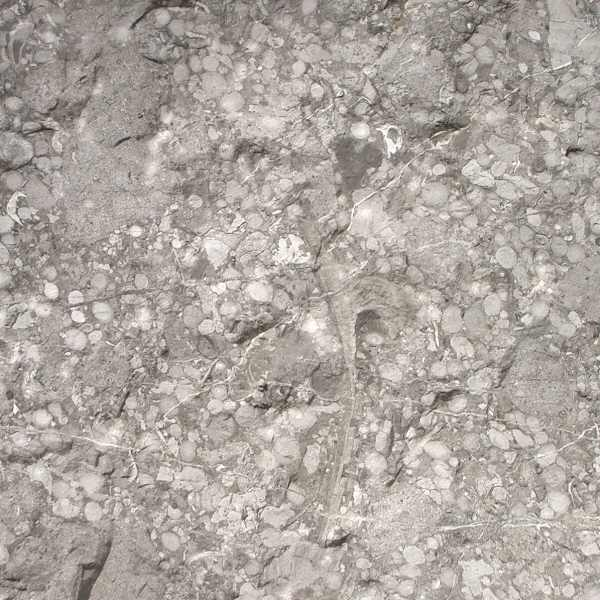
フズリナを含んだ石灰岩（大垣城の石垣）
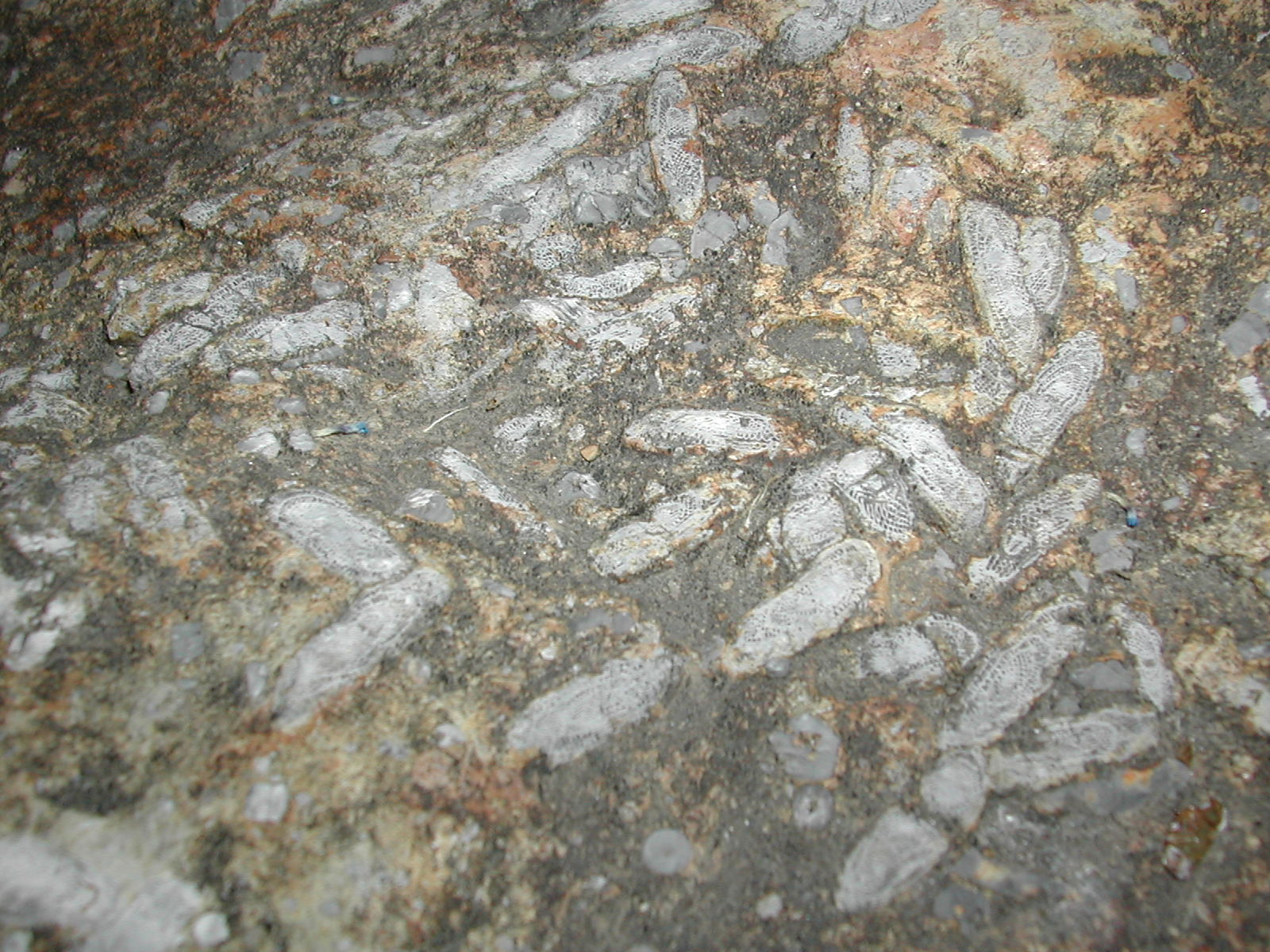
フズリナを含んだ泥岩（東京都）
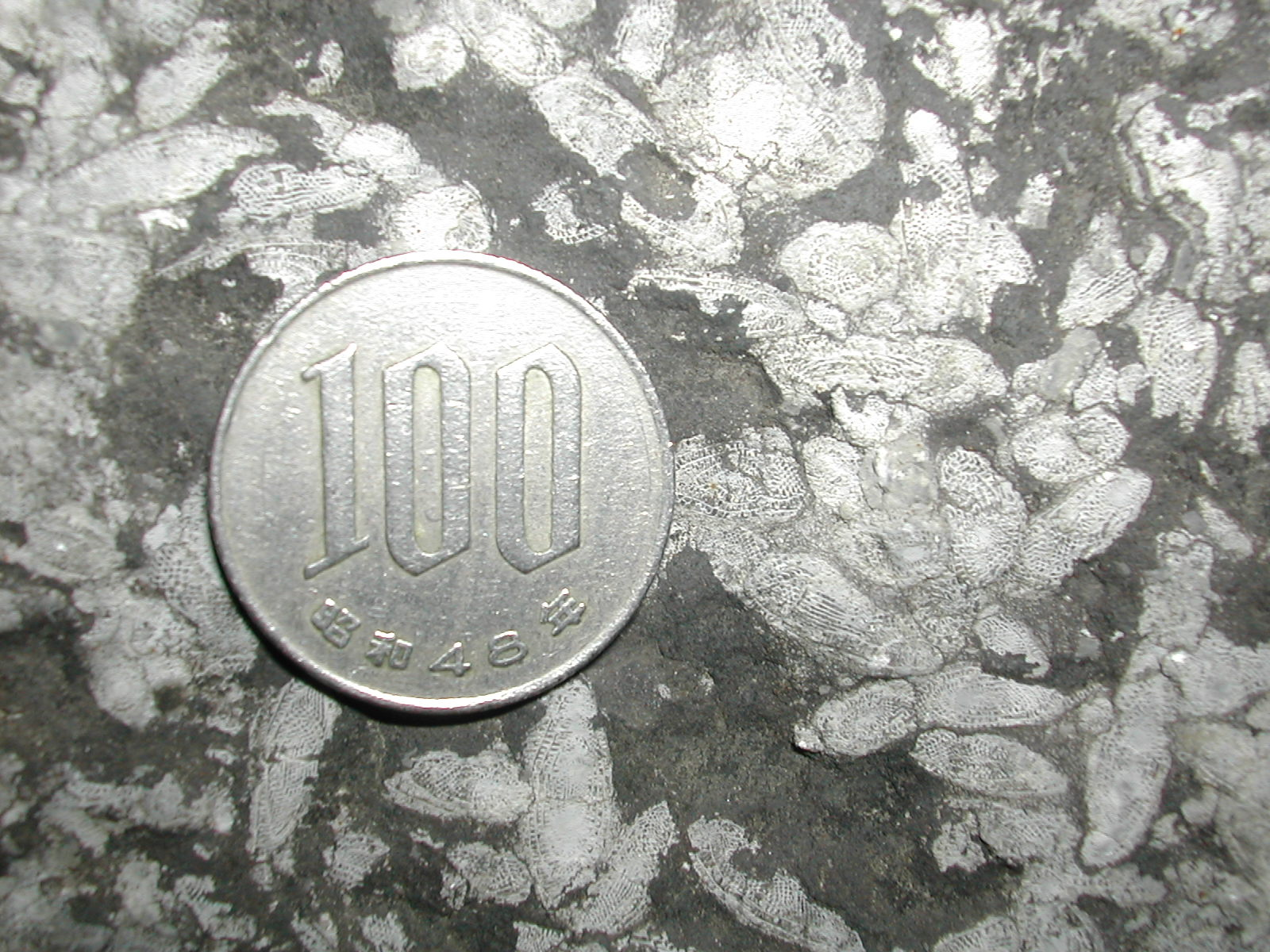
100円玉と大きさを比較したときのフズリナ（東京都）

## 分布・生息環境
温暖な地域の海底付近に住んでいたと考えられる。生死はともかく、浮遊する時期もあったと考えられる。

## 紡錘虫石灰岩
フズリナを含む石灰岩を紡錘虫石灰岩という。